# تدخل الشيشان في الغزو الروسي لأوكرانيا 2022
الشيشان هي جمهورية فيدرالية لروسيا انخرطت في عدة أدوار خلال الغزو الروسي لأوكرانيا عام 2022. قاتلت قوات قاديروفتسي جنبًا إلى جنب مع القوات الروسية، في حين قاتلت كتيبة جوهر دوداييف إلى جانب الأوكرانيين.

## القوات الشيشانية
في 26 فبراير، أعلن رمضان قديروف، رئيس جمهورية الشيشان، عن انتشار القوات العسكرية الشيشانية في أوكرانيا، قائلاً إن بوتين «اتخذ القرار الصحيح وسننفذ أوامره تحت أي ظرف من الظروف». وفي اليوم نفسه، نشرت قناة آر تي الروسية مقطع فيديو لما وصفته بـ12 ألف جندي شيشاني تجمعوا في الميدان الرئيسي في غروزني، عاصمة الشيشان، يستعدون لخوض الحرب في أوكرانيا.
في 27 فبراير، زعم الجيش الأوكراني أنه دمر قافلة من القوات الخاصة الشيشانية المتجمعة بالقرب من هوستوميل. بعد فترة وجيزة، أفاد الجيش الأوكراني بأن الجنرال ماغوميد توشايف، قائد الفوج 141 الآلي التابع لحرس قاديروف، قد قُتل أثناء القتال في أوكرانيا في حين فتّد قاديروف الخبر.
في 28 فبراير، أصدر قديروف منشورًا على تيليجرام قال فيه إن «التكتيكات المختارة في أوكرانيا بطيئة للغاية»، داعيًا القوات الروسية إلى اتخاذ إجراءات أكثر صرامة. في 1 مارس، أصدر قديروف منشورًا آخر على تيليجرام قال فيه إن جنديين شيشانيين قتلا وجرح ستة، وقال إن الغزو يحتاج إلى «الانتقال إلى إجراءات واسعة النطاق».
في 3 مارس، ذكرت صحيفة نيويورك تايمز أنه تم إرسال مجموعة من الجنود الشيشان للتسلل إلى كييف بهدف اغتيال الرئيس الأوكراني فولوديمير زيلينسكي، ولكن تم تحييد المجموعة بعد تسريبات من العناصر المناهضة للحرب في جهاز الأمن الفيدرالي الروسي.

## القوات الموالية لأوكرانيا
تطوع عدد من الشيشان المناهضين لقاديروف للقتال إلى جانب القوات الأوكرانية، مثل كتيبة جوهر دوداييف.

## ردود الفعل
في 28 فبراير، نشر الحرس الوطني الأوكراني مقطع فيديو يظهر أعضاء من كتيبة آزوف اليمينية المتطرفة وهم يشحمون الرصاص بدهن الخنزير، حيث قال المتحدث في الفيديو «إخواني المسلمين الأعزاء. في بلادنا لن تذهب إلى الجنة. لن يسمح لك بالدخول إلى الجنة. اذهب للمنزل من فضلك.» 
كتب جاستن لينغ في مجلة فورين بوليسي، أن وسائل الإعلام الروسية كانت «تستغل وجود الجنود الشيشان في أوكرانيا كسلاح نفسي ضد الأوكرانيين»، بينما قال الأستاذ في جامعة أوتاوا جان فرانسوا راتيل إن الأمر «يتعلق بجعل الناس يعتقدون أن ما حدث في الشيشان سيحدث في أوكرانيا - سوف يهاجمون المدينة وينهبون ويغتصبون ويقتلون».

### مقارنات مع الصراع بين روسيا والشيشان
أجرى عدد من المعلقين مقارنات بين الغزو الروسي لأوكرانيا وحروب التسعينيات بين روسيا والشيشان، ولا سيما معركة غروزني. صرح ألكسندر تشيركاسوف، مدير منظمة ميموريال الروسية لحقوق الإنسان، أن «بوتين بدأ بنفس الطريقة في أوكرانيا كما فعل في الشيشان وسيستمر وسننتقل إلى مرحلة جديدة من الصراع. الحرب في الشيشان كانت تسمى في الأصل» عملية مكافحة الإرهاب«ولم توصف بأنها نزاع مسلح».
كتب الصحفي الإسكتلندي نيل أشرسون أن «خطة بوتين تبدو على مرحلتين. أولاً، النصر العسكري، الذي تحقق بشكل أساسي من خلال عزل المقاومة في عدد قليل من المدن ثم قصفها، كما فعل الروس لغروزني في الشيشان».